# Supratisthitacaritra
Supratisthitacaritra (jap. 安立行, Anryūgyō, dt. Praktizieren von friedlichem Stand) ist ein Bodhisattva. Er wird im 15. Kapitel des Lotos-Sutra mit dem Namen Hervorquellen (von Scharen von Bodhisattvas) aus der Erde erwähnt, zusammen mit den Bodhisattvas Anantacāritra (Unbegrenztes Praktizieren),  Viśuddhacāritra (Reines Praktizieren) und Viśistacāritra (Hervorragendes Praktizieren). Er steht für die Glückseligkeit als Bestandteil der Charakteristika der Buddhaschaft.